# Tứ Phương
Tứ Phương (tiếng Trung: 四方区, Hán Việt: Tứ Phương khu) là một quận của địa cấp thị Thanh Đảo, tỉnh Sơn Đông, Cộng hòa Nhân dân Trung Hoa. Quận Tứ Phương có diện tích 35 km2, dân số năm 2001 là 360.000 người. Quận Tứ Phương 7 nhai đạo.